# گوئلف‌ها و گیبلین‌ها
گوئلف‌ها و گیبلین‌ها (ایتالیایی: guelfi e ghibellini) به ترتیبِ نام، جناح‌های مورد حمایتِ پاپ و امپراتوری مقدس روم بودند. این جناح‌ها در شهرستان‌های مرکزی و شمال ایتالیا در طول سده‌های ۱۲ تا ۱۳ میلادی استقرار یافتند. 
توده‌گرایان یا گوئلف‌ها حزبی بودند که در جمهوری فلورانس می‌زیستند. این حزب مخالف حزب گیلبین‌ها یا همان دسته اشراف آن دوره بودند. رقابتِ میانِ این دو حزب منجر به تشکیلِ یک جنبش مهم از سیاست‌های داخلیِ قرونِ وسطای ایتالیا گردید. مبارزهٔ شکل گرفته در راستایِ به دست آوردن قدرت میان پاپ و امپراتوری مقدس روم مربوط به مناقشه اعطای مقام می‌باشد که در سال ۱۰۷۵ میلادی آغاز گردید و با  موافقت‌نامه ورمس  در سال ۱۱۲۲ و تقسیم میان گوئلف‌ها و گیبلین‌ها در ایتالیا به پایان رسید. با همه این احوال تنش‌ها و سماجت‌های طرفین تا قرن پانزدهم همچنان ادامه داشت.

## جنگ گوئلف‌ها با گیبلین‌ها
در سال ۱۲۱۶ در جمهوری فلورانس بین دو دسته گوئلف‌ها (توده‌گرایان یا سیاه‌ها) و گیبلین‌ها (اشراف یا سفیدها) جنگی آغاز شد. در حالی که در نیمهٔ نخست سدهٔ سیزدهم قدرت بیشتر در اختیار گیبلین‌ها بود، در ابتدای نیمه دوم گوئلف‌ها آن را تصاحب کردند. پس از پیروزی گوئلف‌ها بر گیبلین‌ها بین گوئلف‌ها نیز دو دستگی پیش‌آمد و به دو دسته «گوئلف‌های سیاه» و «گوئلف‌های سفید» تقسیم شدند. این گروه در راستای سیاست تجاری خود، از سال ۱۲۵۲ سکه فلورین را ضرب کردند که در تمام اروپا و خاور نزدیک رواج یافت. اما آنها در سال ۱۲۶۰ در نبرد مونتاپرتی از گیبلین‌ها  شکست خوردند و قدرت را از دست داند و گیبلین‌ها  بسیاری از اقدامات گوئلف‌ها را از بین بردند. به هر حال اقتصاد جمهوری فلورانس در نیمه دوم سده سیزدهم به اوج خود رسید و طبقه تجاری شکل گرفت و بانکداری قدرت گرفت.

## تابعیت شهرهای اصلی ایتالیا
| شهرهای اصلی گیبلین‌ها | شهرهای اصلی گولف‌ها                                                                                                   | دیگر شهرها |
| --- | --- | --- |
| - آرتزو - آسیزی - کومو - فابریانو - فولینو - فورلی - گروستو - منتووا - مودنا - پاویا - پیزا - پیستویا - اسپولتو - ترنی - اوربینو | - آلساندریا - آنکونا - لاکوئیلا - بولونیا - برشا - کرما - کرمونا - فائنتسا - فلورانس - لکو - میلان - ارویه‌تو - پروجا | - آسته - برگامو - فرارا - جنوآ - گوبیو - لودی - لوکا - پادووا - پارما - پیاچنزا - پراتو - سیه‌نا - ترویزو - ورونا - ویچنزا |

## چهره‌های سرشناس
دانته آلیگیری سراینده کمدی الهی و زندگانی نو از افراد مشهور دسته گوئلف‌ها است. وی پس از پیروزی بر گیبلین‌ها و دو دسته شدن گوئلف‌ها در دسته گوئلف‌های سفید قرار گرفت.

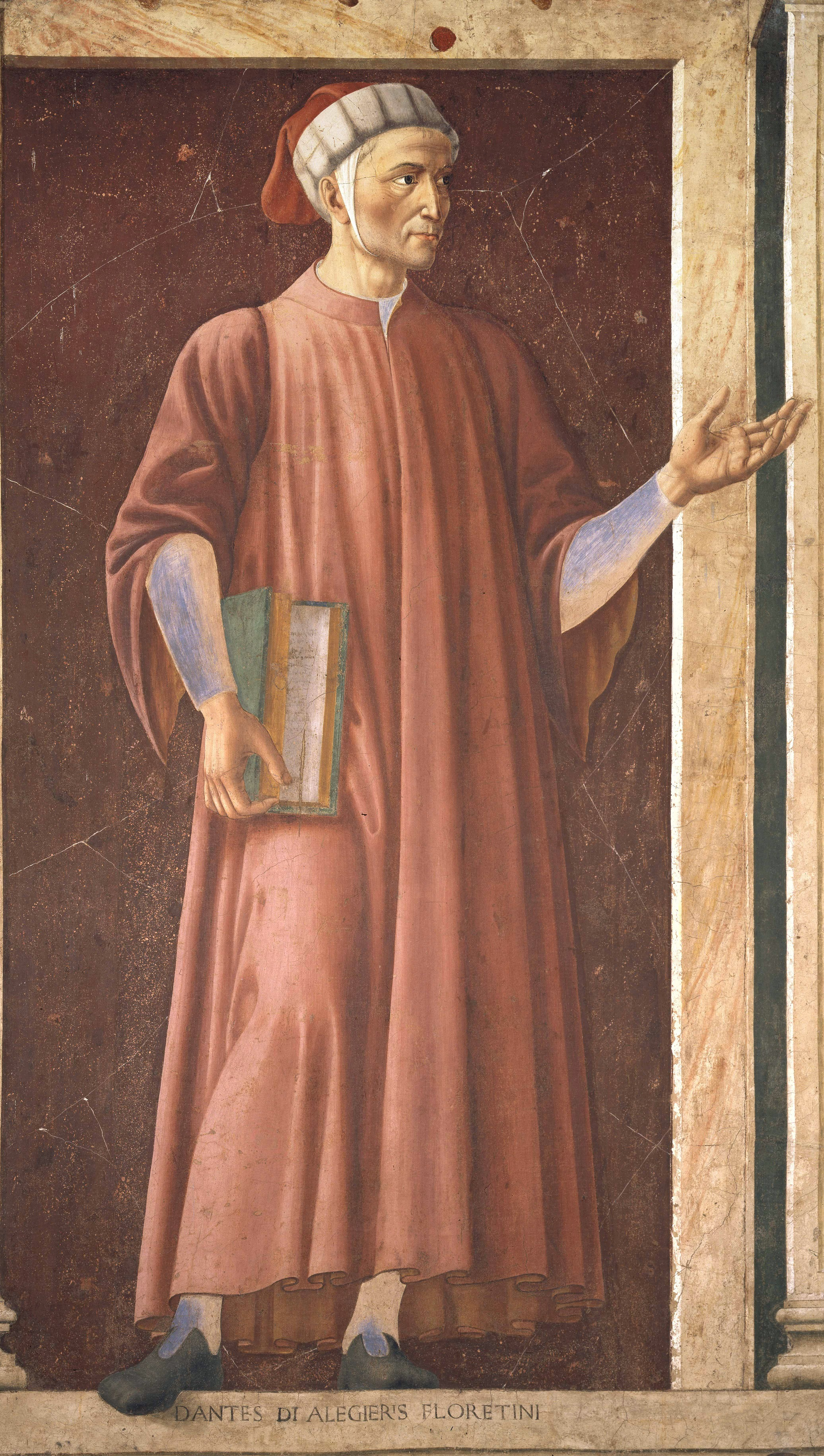
دانته آلیگیری سراینده کمدی الهی

## نگارخانه

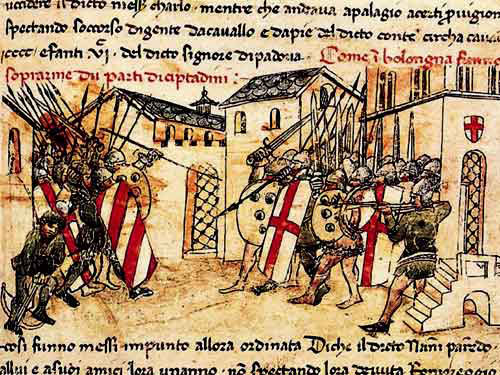
تضاد و درگیری میان شبه‌نظامیان از جناح گوئلف و گیبلین مربوط به قرن چهاردهم واقع شده در بولونیا اثر کورنیش جیوانی سرکامبی لوکا
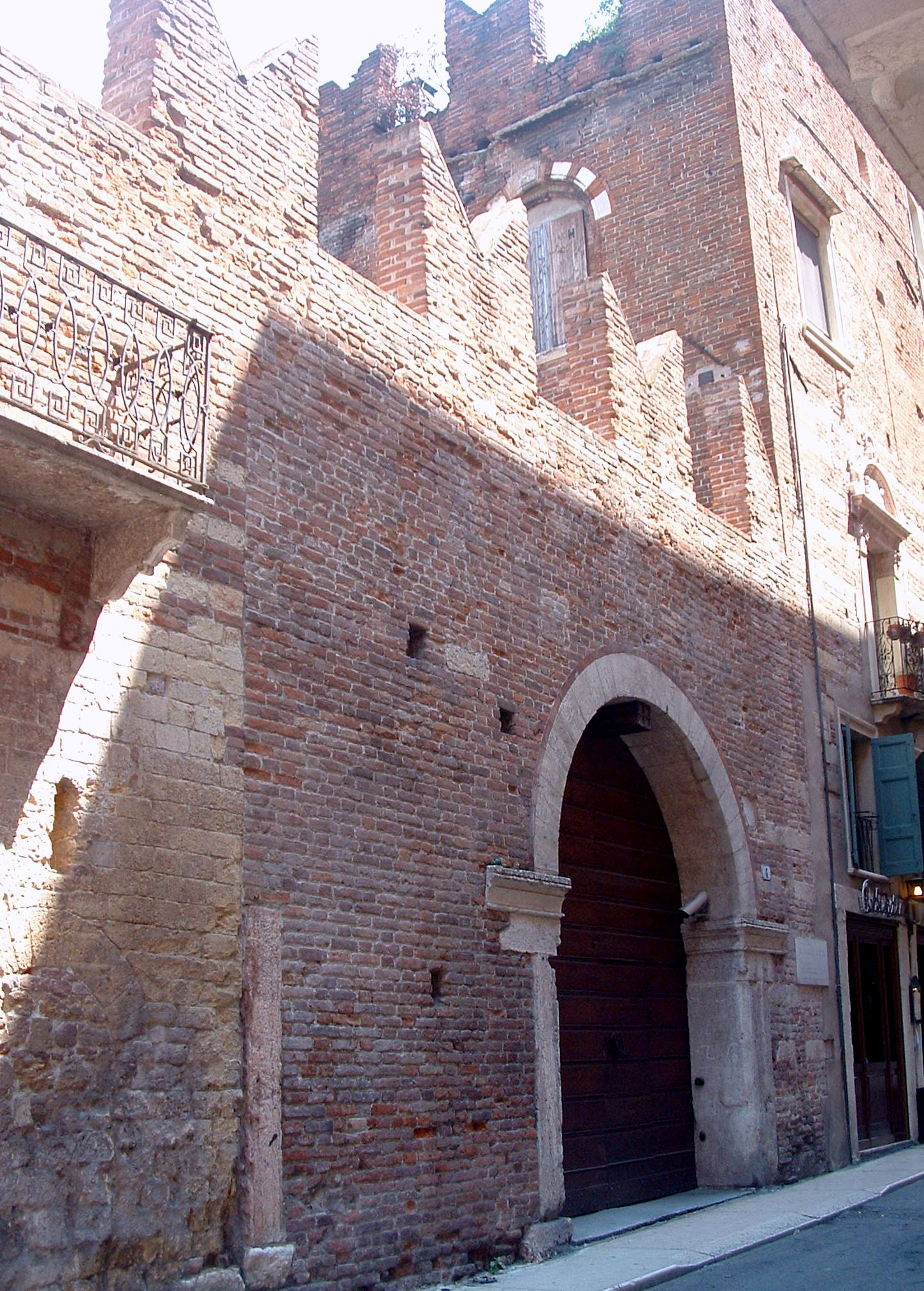